# امیرمحمد زند
امیرمحمد زند (زادهٔ ۱ مهر ۱۳۵۷ در تهران) بازیگر ایرانی است. «یک آن اشتباه» اولین ساخته بلند او محسوب می‌شود. امیر محمد زند بازیگر دانش‌آموخته سینما، پیش از فیلم حیرانی در فیلم‌هایی نظیر «اتوبوس شب»، «تقاطع» و «شب حورا» نقش آفرینی کرده است.

## فیلم‌شناسی

### سینمایی
| نام فیلم     | سال  | کارگردان        | نقش  |
| ------------ | ---- | --------------- | ---- |
| تقاطع        | ۱۳۸۴ | ابوالحسن داوودی |      |
| روشنک        | ۱۳۸۴ | حسین قناعت      |      |
| اتوبوس شب    | ۱۳۸۵ | کیومرث پوراحمد  |      |
| شب حورا      | ۱۳۸۶ | شهاب ملت‌خواه    |      |
| کیمیا و خاک  | ۱۳۸۷ | عباس رافعی      |      |
| ترانه پاییزی | ۱۳۸۷ | بهمن زرین‌پور    |      |
| حیرانی       | ۱۳۹۳ | علی عظیم‌زاده    |      |
| رخ دیوانه    | ۱۳۹۴ | ابوالحسن داودی  | پلیس |
| اشک تمساح    | ۱۳۹۶ | رضا حسین‌آبادی   |      |
| آکاردئون     | ۱۳۹۶ | آرمان زرین کوب  |      |
| تو می‌مانی    | ۱۳۹۶ | حمید بهمنی      |      |

### تله فیلم
- دو ماه شمسی (سعید زارعیان) (۱۳۹۶)
- مرد ایرانی (محمد رضا آهنگرانی) (۱۳۹۲)
- کودک مادر (متین بابایی) (۱۳۹۲)
- نگین (محمود معظمی) (۱۳۹۲)
- خانه کاغذی (محمود معظمی) (۱۳۹۲)
- شاهد (نادر طریقت) (۱۳۹۰)
- موش و گربه (حسن لفافیان) (۱۳۹۰)
- چشم خدا (احسان صادقی حمزه) (۱۳۸۹)
- پروانه‌های آفاق (نادر طریقت) (۱۳۸۹)
- عملیات پایتخت (محمدرضا آهنج) (۱۳۸۸)
- سرشاخ (محمود معظمی) (۱۳۸۸)
- قبل از غروب (جواد کاسه ساز) (۱۳۸۸)
- ریوار (مسعود فرخنده) (۱۳۸۷)
- غریبه ای در مه (مجید حسین شیرودی) (۱۳۸۷)
- سرقت (محمد رضا آهنج) (۱۳۸۶)
- دلشوره (مهرداد پور احمد) (۱۳۸۶)
- به رنگ زرد (شاید رسیده باشی) (محمدرضا آهنج) (۱۳۸۶)

### تلویزیون
| سال  | مجموعه تلویزیونی      | کارگردان                                      | شبکه پخش و توضیحات        |
| ۱۳۸۱ | هزاران چشم            | کیانوش عیاری                                  | شبکه سهاپیزود سیگار لعنتی |
| ۱۳۸۱ | نسیم رؤیا             | کاظم بلوچی                                    | شبکه یکرمضان ۸۱           |
| ۱۳۸۴ | او یک فرشته بود       | علیرضا افخمی                                  | شبکه دو رمضان ۸۴          |
| ۱۳۸۵ | ما چند نفر            | فیاض موسوی                                    | شبکه یک                   |
| ۱۳۸۵ | به دنیا بگویید بایستد | محمدرضا آهنج                                  | شبکه پنج                  |
| ۱۳۸۶ | پنجره                 | سید وحید حسینی                                |                           |
| ۱۳۸۷ | سایه تنهایی           | بیژن شکرریز                                   | شبکه یک۲۶ قسمت            |
| ۱۳۸۹ | عملیات ۱۲۵(سری دوم)   | محمدرضا آهنج                                  | شبکه پنج                  |
| ۱۳۹۰ | مثل شیشه              | جواد مزدآبادی                                 | شبکه یک                   |
| ۱۳۹۱ | زمین انسانها          | ابوالحسن داوودی                               | شبکه پنج                  |
| ۱۳۹۲ | ستایش ۲               | سعید سلطانی                                   | شبکه سه                   |
| ۱۳۹۳ | زمستان گرم            | رسول صانعی                                    | شبکه پنج                  |
| ۱۳۹۴ | فوق سری               | مهدی فخیم زاده                                | شبکه یکپخش در نوروز ۱۳۹۴  |
| ۱۳۹۴ | آسمان من              | محمدرضا آهنج                                  | شبکه افق                  |
| ۱۳۹۵ | لبه تیغ               | سیامک خواجوند                                 | شبکه پنج                  |
| ۱۳۹۵ | پرستاران              | علیرضا افخمی محمودرضا تخشید                   | شبکه یک                   |
| ۱۳۹۵ | در قصه‌ها زندگی می‌کنند | داوود بیدل                                    | شبکه دو                   |
| ۱۳۹۵ | چرخ فلک               | عزیزالله حمیدنژادبهرام عظیم پوراحسان عبدی پور | شبکه یکاپیزود هستی        |
| ۱۳۹۵ | ماه و پلنگ            | احمد امینی                                    | شبکه سه                   |
| ۱۳۹۶ | سفر در خانه           | بهمن گودرزی                                   | شبکه نسیم                 |
| ۱۳۹۶ | محکومین               | حسین قناعتسید جمال سید حاتمی                  | شبکه یک                   |
| ۱۳۹۷ | راه و بیراه           | داوود بیدل                                    | شبکه یک                   |
| ۱۳۹۸ | ستایش ۳               | سعید سلطانی                                   | شبکه سه                   |
| ۱۳۹۸ | ترور خاموش            | احمد معظمی                                    | شبکه یک                   |
| ۱۳۹۹ | روزهای ابدی           | جواد شمقدری                                   | شبکه یک                   |
| ۱۴۰۱ | تازه‌وارد              | محمدجواد صالحی                                | شبکه سه                   |
| ۱۴۰۲ | محرمانه               | محمود معظمی                                   | شبکه سه                   |
| ۱۴۰۳ | فریبا                 | محمود معظمی                                   | شبکه سه                   |

### اجرا
- استندآپ (کیهان شادور) (۱۳۹۶)
- صدبرگ (منصور ضابطیان) (۱۳۹۵)
- صبح پارسی (ابراهیم ارجمندی)(۱۴۰۰)

### کارگردانی
- یک آن اشتباه(۱۳۹۴)

## شبکه نمایش خانگی
| نام سریال   | سال  | کارگردان      | نقش/سمت   |
| ----------- | ---- | ------------- | --------- |
| حرفه‌ای      | ۱۴۰۰ | مصطفی تقی‌زاده | بازیگر    |
| شبهای مافیا | ۱۴۰۱ | سعید ابوطالب  | شرکت‌کننده |

## افتخارات
دریافت دیپلم افتخار از هیئت‌داوران فیلم مقاومت بازیگر نقش مکمل برای فیلم اتوبوس شب